# 八木佐太治

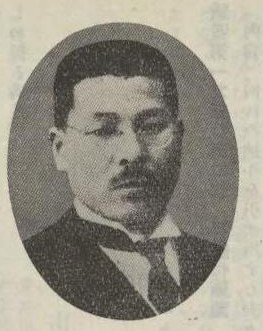
八木佐太治

八木 佐太治（やぎ さたじ、1891年〈明治24年〉6月20日 - 1964年〈昭和39年〉7月30日）は、日本の政治家。衆議院議員（1期）。

## 経歴
兵庫県揖東郡、のちの揖保郡太子町で八木久兵衛の長男として生まれた。1917年、東京電機学校で学ぶ。神戸市議、兵庫県議、同市部会議長、神戸地方裁判所調停委員、六甲高等女学校理事となる。ほかに東洋電波(株)常務取締役、東亜無尽(株)取締役、八木電気(資)代表社員、八木商会、宮崎工務店各(株)取締役、協立電業(株)取締役会長、神戸精機、日本洗濯各(株)取締役となる。
1946年の第22回衆議院議員総選挙で兵庫2区(大選挙区制)から日本進歩党公認で立候補して当選。党内では総務委員を務めた。翌1947年の第23回衆議院議員総選挙において兵庫4区から民主党公認で立候補して落選。1949年の第24回衆議院議員総選挙では民主自由党公認で立候補して落選した。
1964年死去。